# Kristian Kodet

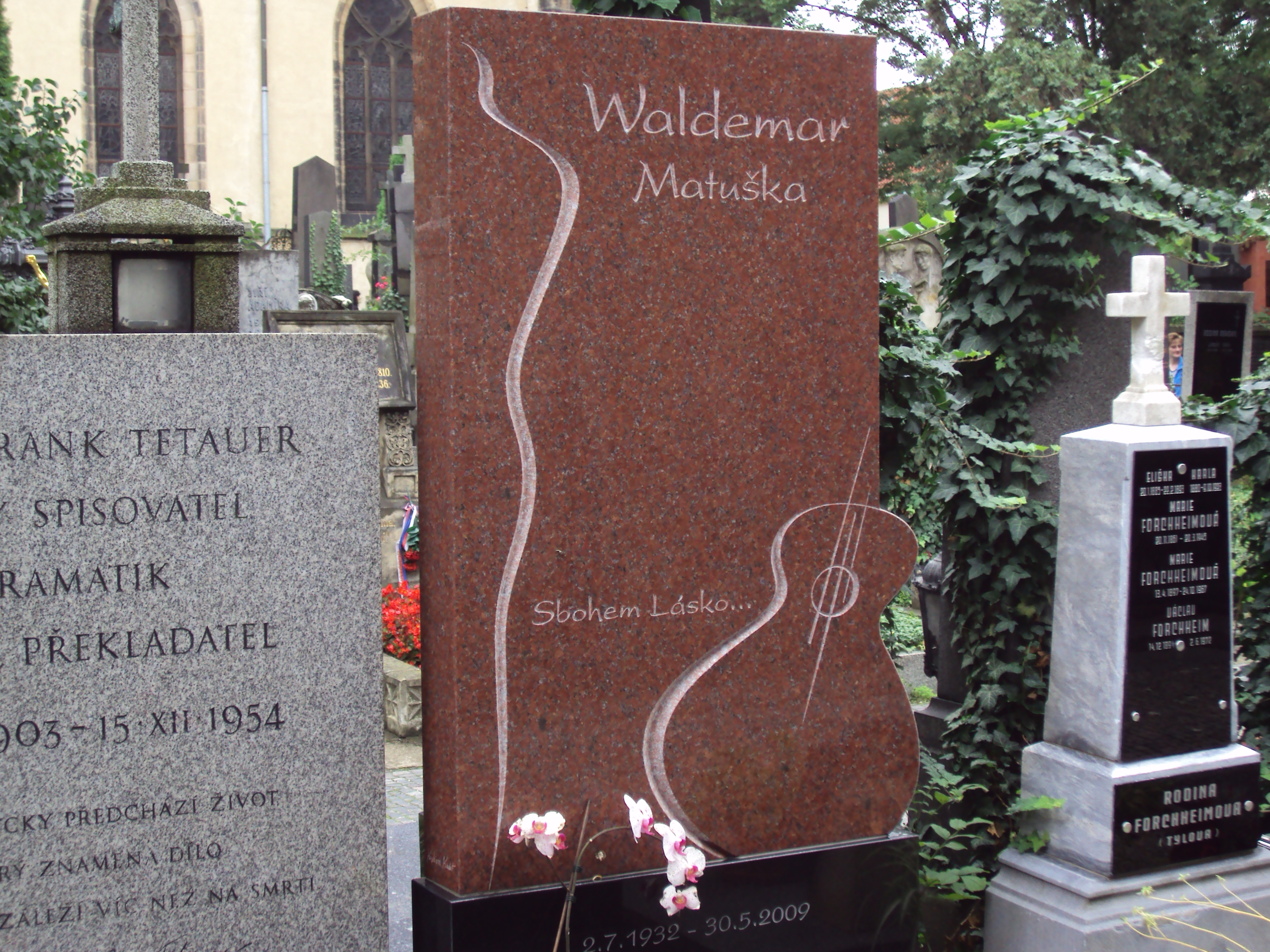
Náhrobek Waldemara Matušky od Kristiana Kodeta

Kristian Kodet (* 17. července 1948 Praha) je český malíř, bratr herce Jiřího Kodeta (1937–2005) a strýc herečky Barbory Kodetové.

## Život
Pochází z rodiny českého sochaře Jana Kodeta a je vnukem sochaře Emanuela Kodeta.
Uměleckou dráhu započal v letech 1963–1964, kdy působil v Městských divadlech pražských jako jevištní výtvarník. V letech 1964–1968 studoval na umělecké akademii Académie des Beaux Arts v Bruselu. Po návratu z Belgie začal poprvé vystavovat.
V roce 1968 po srpnové invazi vojsk Varšavské smlouvy do Československa emigroval poprvé, a to do Švýcarska; zde setrval v Ženevě do roku 1970, kdy se vrátil do Prahy. Podruhé emigroval v roce 1979, tentokrát do USA. V Americe pokračoval v malířské tvorbě a uskutečnil zde řadu samostatných výstav. Po Sametové revoluci se v roce 1990 vrátil do vlasti, kde žije a pracuje dodnes.
V roce 2001 otevřel v Táboře vlastní soukromé Muzeum Kodet, kde byla umístěna stálá sbírka výtvarných prací všech tří generací rodiny Kodetových.
Ze dvou manželství má čtyři dcery (Veronika, Johana, Kristýna a Jacqueline).